# András Baronyi
András Baronyi (né le 13 septembre 1892 à Budapest et mort le 6 juin 1944 dans cette même ville) est un nageur et sauteur en longueur hongrois. Il a participé aux Jeux olympiques de Londres en 1908 et aux Jeux olympiques de Stockholm en 1912. Il a été recordman du monde du 100 mètres brasse en 1907 et du recordman du monde 100 mètres dos  en 1911.
En 1907, András Baronyi établit le record du monde du 100 mètres brasse en 1 min 24 s. Cependant, l'épreuve de brasse aux Jeux olympiques de Londres en 1908 est le 200 mètres et András Baronyi échoue dès les séries avec un temps de 3 min 18 s,.
András Baronyi remporte le titre national sur le 200 yards en brasse en 1908 puis sur le 150 yards en dos en 1911 et 1912.
En juillet 1911, il établit le record du monde 100 mètres dos en 1 min 18 s 8 (record battu en avril 1912 par l'Allemand Otto Fahr). Au 100 mètres dos masculin aux Jeux olympiques de 1912, alors qu'il réalise le troisième temps des séries et des demi-finales se fait surprendre en finale et termine au pied du podium en 1 min 25 s 2,. Il déclare forfait pour le 200 brasse.
Lors de ces mêmes Jeux olympiques de 1912 à Stockholm, András Baronyi participe aussi au Saut en longueur sans élan et se classe 7e.
Après des études de droit, il devient ingénieur.